# بن کلین
بنجامین لی کلین (زاده ۲۹ فوریه ۱۹۷۲) یک وکیل و سیاستمدار آمریکایی است که از سال ۲۰۱۹ به عنوان نماینده ایالات متحده در حوزه ششم کنگره ویرجینیا خدمت کرده است. او که یکی از اعضای حزب جمهوری‌خواه بود، از سال ۲۰۰۲ تا ۲۰۱۸ نماینده منطقه ۲۴ در مجلس نمایندگان ویرجینیا بود.
کلاین در ۲۹ فوریه ۱۹۷۲ در استیل واتر، اوکلاهاما، به دنیا آمد و در شهرستان راکبریج، ویرجینیا بزرگ شد. او پسر فیلیپ ال کلین و جولی کلاین است.